# Lieja-Bastoña-Lieja 1930
La Lieja-Bastogne-Lieja 1930 fue la 20.ª edición de la clásica ciclista Lieja-Bastoña-Lieja. La carrera se disputó el domingo 29 de mayo de 1930, sobre un recorrido de 231 km. El vencedor final fue el alemán Hermann Buse (Dürkopp) que venció al esprint a sus cinco compañeros de fuga. Los belgas Georges Laloup y François Gardier fueron segundo y tercero respectivamente. 
Buse se convertiría en el primer alemán que ganaría esta carrera, una cosa que no se repetiría hasta 49 años cuando lo hiciera Dietrich Thurau en 1979. 

## Clasificación final
| Posición | Ciclista         | Equipo        | Tiempo   |
| -------- | ---------------- | ------------- | -------- |
| 1        | Hermann Buse     | Dürkopp       | 8h25'00" |
| 2        | Georges Laloup   | -             | s.t.     |
| 3        | François Gardier | -             | s.t.     |
| 4        | Julien Vervaecke | Alcyon-Dunlop | s.t.     |
| 5        | Jean Wauters     | -             | s.t.     |
| 6        | Emile Van Belle  | -             | a 1'06"  |
| 7        | Louis Delannoy   | Alcyon-Dunlop | a 1'14"  |
| 8        | Albert Jordens   | -             | a 2'46"  |
| 9        | Leander Ghyssels | -             | a 3'52"  |
| 10       | Georges Lemaire  | -             | a 4'00"  |